# La grande scrofa nera
Pour plus de détails, voir Fiche technique et Distribution.
La grande scrofa nera est un film dramatique italien sorti en 1971 et réalisé par Filippo Ottoni.

## Synopsis
La grande scrofa nera (litt. « la grande truie noire ») est une expression donnée à la famille Mazzara, composée d'Enrico, ouvert aux progrès des temps modernes, de sa grand-mère, de son père, conservateur et autoritaire, et de ses quatre frères. Enrico épouse Anita, mais comme la famille n'aime pas les étrangers, la nouvelle venue n'arrive pas à s'installer, notamment à cause des conflits incessants dans la maison, auxquels elle voudrait échapper.
Anita rencontre le docteur Ramez, avec qui elle s'enfuit, mais ce dernier meurt en chemin du choléra. Enrico la rattrape, tente de l'emmener chez lui, souhaitant la tuer, mais revient sur ses intentions et tente de renouer avec elle. Les frères violent à tour de rôle leur belle-sœur sur ordre de leur père et lorsque celui-ci l'apprend, Enrico tue ses frères, sa sœur et son père, puis s'enfuit avec sa grand-mère et sa femme, qui mourra dans un asile, pour finalement se rendre à la police.

## Fiche technique
- Titre original : La grande scrofa nera[1]
- Réalisation : Filippo Ottoni
- Scénario :	Filippo Ottoni
- Photographie :	Pasqualino De Santis
- Montage : Ruggero Mastroianni
- Musique : Luis Bacalov
- Décors : Sergio Canevari
- Production : Giuseppe Zaccariello
- Société de production : Nuova Linea Cinematografica
- Pays de production :  Italie
- Langue originale : italien
- Format : Couleurs par Technicolor - Son mono - 35 mm
- Durée : 90 minutes
- Genre : Drame
- Dates de sortie :
  - Italie : 13 avril 1971

## Distribution
- Mark Frechette : Enrico Mazzara
- Rada Rassimov : Anita
- Alain Cuny : le père d'Enrico
- Flora Robson : la grand-mère
- Francisco Rabal : le médecin
- Claudio Camaso
- Rik Battaglia
- Antoine Saint-John
- Marcella Michelangeli
- Liana Trouche : Cristina Mazzara